# Fonction à valeurs vectorielles
Fonction vectorielle
En mathématiques, une fonction à valeurs vectorielles ou fonction vectorielle est une fonction dont l'espace d'arrivée est un ensemble de vecteurs, son ensemble de définition pouvant être un ensemble de scalaires ou de vecteurs.

## Un exemple: les courbes paramétrées

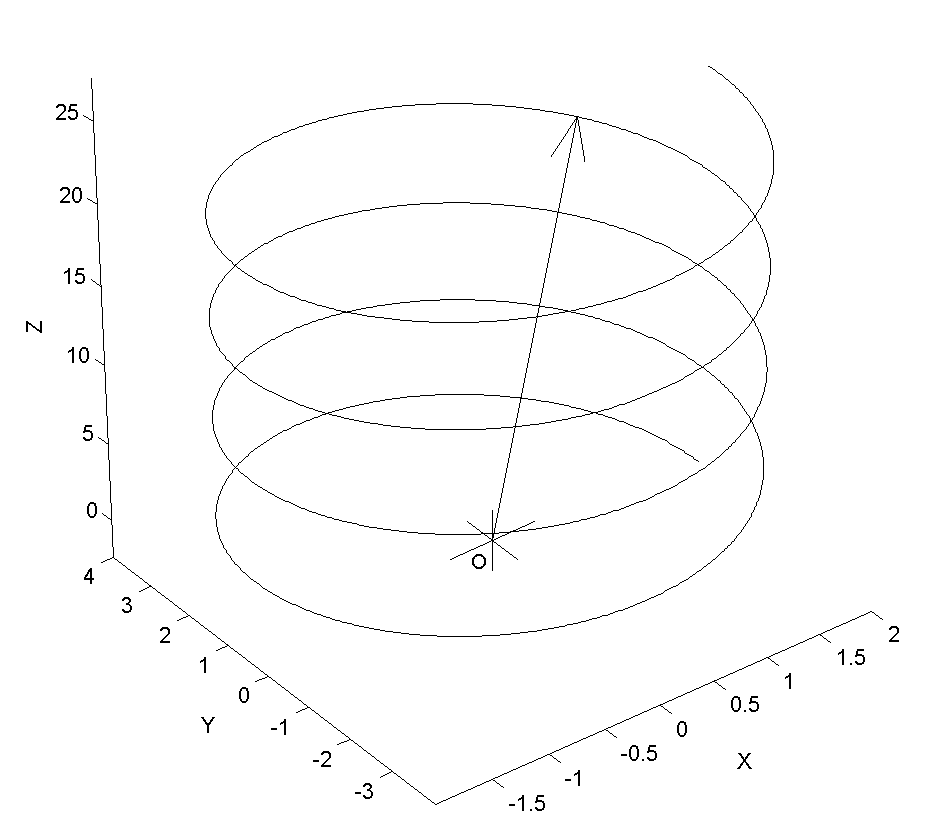
Graphe de la courbe paramétrée r(t) = (2 cos t, 4 sin t, t), le vecteur représentant la valeur de la fonction pour t ≈ 19,5.

Un exemple classique de fonctions vectorielles est celui des courbes paramétrées, c'est-à-dire des fonctions d'une variable réelle {\displaystyle t} (représentant par exemple le temps dans les applications en mécanique du point) à valeurs dans un espace euclidien, par exemple le plan usuel (on parle alors de courbes planes) ou l'espace usuel (on parle alors de courbes gauches). 
Si {\displaystyle E=\mathbb {R} ^{n}}, en termes des coordonnées cartésiennes (e1, ..., en), une courbe paramétrée {\displaystyle \mathbf {r} \colon I\subset \mathbb {R} \to \mathbb {R} ^{n}} peut s'écrire sous la forme
{\displaystyle \mathbf {r} (t)=f_{1}(t)\,\mathbf {e} _{1}+\cdots +f_{n}(t)\,\mathbf {e} _{n}}
où les {\displaystyle f_{j}\colon I\to \mathbb {R} } sont les fonctions coordonnées.
Par exemple, dans l'espace cartésien {\displaystyle \mathbb {R} ^{3}}, en notant i = (1,0,0), j = (0,1,0) et k = (0,0,1) les vecteurs unités usuels, une courbe paramétrée {\displaystyle \mathbf {r} \,\colon I\subset \mathbb {R} \to \mathbb {R} ^{3}} s'écrit sous la forme 
{\displaystyle \mathbf {r} (t)=f(t)\,\mathbf {i} +g(t)\,\mathbf {j} +h(t)\,\mathbf {k} }
où {\displaystyle f,g,h\,\colon I\to \mathbb {R} } sont les fonctions coordonnées.

## Définition
Une fonction à valeurs vectorielles est une fonction d'un ensemble X quelconque dans un espace vectoriel E sur un corps K (commutatif).
Quelques cas courants sont :
- X est un sous-ensemble de {\displaystyle \mathbb {R} ^{n}} (par exemple un intervalle de {\displaystyle \mathbb {R} }), {\displaystyle K=\mathbb {R} } et {\displaystyle E=\mathbb {R} ^{n}}. Ce cadre couvre notamment le calcul différentiel en dimension finie (notamment les courbes paramétrées évoquées plus haut) et un nombre important d'outils en physique, comme ceux utilisés en mécanique du point, en mécanique des fluides, en thermodynamique, etc.
- X est un espace de probabilité, {\displaystyle K=\mathbb {R} } et {\displaystyle E=\mathbb {R} ^{n}}. Les fonctions vectorielles de X dans E qui sont mesurables sont appelées des vecteurs aléatoires, généralisant la notion de variable aléatoire.

## Fonctions d'une variable réelle à valeurs vectorielles
Considérons dans cette section une fonction vectorielle f d'un intervalle {\displaystyle I\subset \mathbb {R} } à valeurs dans {\displaystyle \mathbb {R} ^{n}}. On note {\displaystyle f_{1},\ldots ,f_{n}\colon I\to \mathbb {R} } les fonctions coordonnées associées :
{\displaystyle \mathbf {f} (t)=(f_{1}(t),\ldots ,f_{n}(t))=f_{1}(t)\,\mathbf {e} _{1}+\cdots +f_{n}(t)\,\mathbf {e} _{n}}
pour tout t ∈ I où les ej sont les vecteurs de la base canonique de {\displaystyle \mathbb {R} ^{n}}.
On peut déduire des propriétés de f sur celles des fj et réciproquement. Par exemple :
- f(t) tend vers un vecteur a = (a1, ... , an) quand t tend vers t0 (éventuellement t0 = ±∞) si et seulement si chaque fj (t) tend vers aj quand t tend vers t0 ;
- f est continue sur I si et seulement si chaque fj l'est ;
- f est dérivable sur I si et seulement si chaque fj l'est.

Si f est dérivable sur I, sa dérivée correspond à la dérivation composante par composante :
{\displaystyle \mathbf {f} ^{\prime }(t)=(f_{1}^{\prime }(t),\ldots ,f_{n}^{\prime }(t))=f_{1}^{\prime }(t)\,\mathbf {e} _{1}+\cdots +f_{n}^{\prime }(t)\,\mathbf {e} _{n}.}
Géométriquement, f ' (t) représente (lorsqu'il n'est pas nul) le vecteur tangent à la courbe représentative de f au point f(t).
On peut en déduire un certain nombre de formules utiles en analyse vectorielle. Par exemple, si {\displaystyle \mathbf {f} ,\mathbf {g} \,\colon I\to \mathbb {R} ^{n}} sont deux fonctions vectorielles dérivables, alors :
- Le produit scalaire canonique {\displaystyle \mathbf {f} \cdot \mathbf {g} \,\colon I\to \mathbb {R} } est dérivable et on a

{\displaystyle \left(\mathbf {f} \cdot \mathbf {g} \right)^{\prime }=\mathbf {f} \cdot \mathbf {g} ^{\prime }+\mathbf {f} ^{\prime }\cdot \mathbf {g} }.
- Dans le cas n = 3, le produit vectoriel {\displaystyle \mathbf {f} \wedge \mathbf {g} \,\colon I\to \mathbb {R} ^{3}} est dérivable et on a

{\displaystyle \left(\mathbf {f} \wedge \mathbf {g} \right)^{\prime }=\mathbf {f} \wedge \mathbf {g} ^{\prime }+\mathbf {f} ^{\prime }\wedge \mathbf {g} }.